# アナザー・スカイ (アルタンのアルバム)
『アナザー・スカイ』（Another Sky）は、2000年にナラダ・プロダクション（日本では3月23日に東芝EMI）から発売したアルタンのスタジオ・アルバム。 
題名はスティーヴ・クーニーの歌「島の少女」でスティーヴ自身がゲスト参加し、マレードに合わせて歌う一節に由来する。スコットランドの歌「野原いっぱいの灯心草」とボブ・ディランの歌があることから、それまでのアルタンのアルバムとは一味異なる。
また「第2の故郷」の意味でもある。

## 収録曲
1. あした市が開かれる - "Beidh Aonach Amárach (There's a Fair Tomorrow)"（アイルランド民謡）
2. 野原いっぱいの灯心草 - "Green Grow the Rushes" （民謡、ロバート・バーンズ編）
3. ミナシラーグの王（ラミー作品/高地フィドルのダンス曲） - "The King of Meenasillagh/Lamey's/The High Fiddle Reel"（民謡／マレード・ニ・ウィニー）
4. 島の少女 - "Island Girl" (スティーヴ・クーニー)
5. オィニーン・オ・ラダガン - "Eoghainín Ó Ragadáin"（アイルランド民謡）
6. 1万マイル - "Ten Thousand Miles" （民謡）
7. 元気のいい仲間たち（コンによるダンス/ウィスキーのユーモア） - "Gusty's Frolics/Con's Slip Jig/The Pretty Young Girls of Carrick/The Humours of Whiskey"（民謡）
8. 北国の少女 - "Girl From The North Country"（ボブ・ディラン）
9. バリナシュクリーンの緑の丘 - "The Verdant Braes of Screen"（民謡）
10. 十字路の口げんか（コロンバ・ウォード作品/シューンのダンス曲） - "The Dispute at the Crossroads/Columba Ward's/Siuns Reel"（民謡／キーラン・トゥーリッシュ）
11. 夏が来る - "Tiocfaidh an Samhradh (Summer Will Come)"（アイルランド民謡）
12. ウークピッツワルツ - "The Ookpik Waltz"（民謡）
13. ゴーラの海 - "The Waves of Gola"（マーク・ケリー）

### 日本盤ボーナス・トラック
1. 空に浮かぶ城 - "Castle In The Air"

## パーソネル

### アルタン
- マレード・ニ・ウィニー (Mairéad Ní Mhaonaigh) - フィドル、ボーカル
- キーラン・トゥーリッシュ (Ciaran Tourish) - フィドル、ホイッスル、バック・ボーカル
- ダーモット・バーン (Dermot Byrne) - アコーディオン
- キーラン・クラン (Ciarán Curran) - ブズーキ
- マーク・ケリー (Mark Kelly) - ギター、バック・ボーカル
- ダヒー・スプロール (Dáithí Sproule) - ギター、バック・ボーカル

### ゲスト・ミュージシャン
- スティーヴ・クーニー (Steve Cooney) - ベース、ギター
- ジェリー・ダグラス (Jerry Douglas) - ドブロ
- ジミー・ヒギンズ (Jimmy Higgins) - バウロン
- ジェームス・ハチンソン (James Hutchinson) - ベース
- ミック・キンセラ (Mick Kinsella) - ハーモニカ
- ドーナル・ラニー (Dónal Lunny) - キーボード
- ニール・マーティン (Neil Martin) - チェロ、キーボード
- トゥリーナ・ニ・ゴーナル  (Tríona Ní Dhomhnaill) - ピアノ
- ミック・オブライアン (Mick O'Brien) - イリアン・パイプス
- ボニー・レイット (Bonnie Raitt) - スライドギター
- 弦楽四重奏:
  - ビル・バット (Bill Butt)
  - ナイアム・ネルソン (Niamh Nelson)
  - アラン・スメイル (Alan Smale)
  - ジリアン・ウィリアムス (Gillian Williams)